# Quentalia incurvata
Quentalia incurvata är en fjärilsart som beskrevs av Paul Dognin 1922. Quentalia incurvata ingår i släktet Quentalia och familjen silkesspinnare. Inga underarter finns listade.